# Stefan Bell
Stefan Bell (Andernach, 24 de agosto de 1991), é um futebolista alemão que atualmente joga como defesa central do Mainz 05.

## Carreira
Bell começou sua carreira em times de base do TuS Mayen e do Mainz 05 até 2010, quando foi promovido e começou a jogar na seleção principal. Em agosto de 2010, foi emprestado ao TSV 1860 München onde jogou até junho de 2011. 
Foi emprestado ao Eintracht Frankfurt, em julho de 2011, por uma taxa de 100 mil euros. 
Voltou a jogar pelo Mainz 05 no dia 31 de dezembro de 2011, com contrato válido até 30 de junho de 2018 e com valor de rescisão de 5 milhões de euros.